# Édouard-Raoul Brygoo
Pour les articles homonymes, voir Brygoo.
Édouard-Raoul Brygoo, né le 22 avril 1920 à Lille et mort le 8 février 2016 à Paris, est un médecin et biologiste français. Il est connu pour ses travaux sur la résistance des organismes vivants aux radiations ionisantes.

## Carrière
Édouard-Raoul Brygoo fait ses études supérieures à l'École du service de santé des armées de Bordeaux, obtenant son doctorat en 1946 avec une thèse intitulée : Essai de bromatologie entomologique : les Insectes comestibles, relevant leurs qualités nutritives mais aussi pharmacologiques. En 1949, il entre à l'institut Pasteur de Paris, où il travaille sur les bactéries anaérobies. L'année suivante, il est affecté au centre de recherches de l'institut Pasteur à Saïgon, capitale d'un Vietnam non-communiste tout juste indépendant. En 1954 il est nommé au Centre de recherches de l'institut Pasteur à Antananarivo, capitale de Madagascar, dont il devient le directeur de 1964 à 1972. Brygoo passe en 1974 officier de réserve avec le grade de « Médecin-général » et revient en France l'année suivante. Il rejoint alors comme civil le département des recherches outre-mer de l'institut Pasteur et dirige également le LERAI (laboratoire d'étude sur la résistance des animaux à l'irradiation) du Muséum national d'histoire naturelle, où il est nommé en 1977 professeur de zoologie. De 1978 à 1989 il dirige le laboratoire d'Herpétologie de cet établissement.

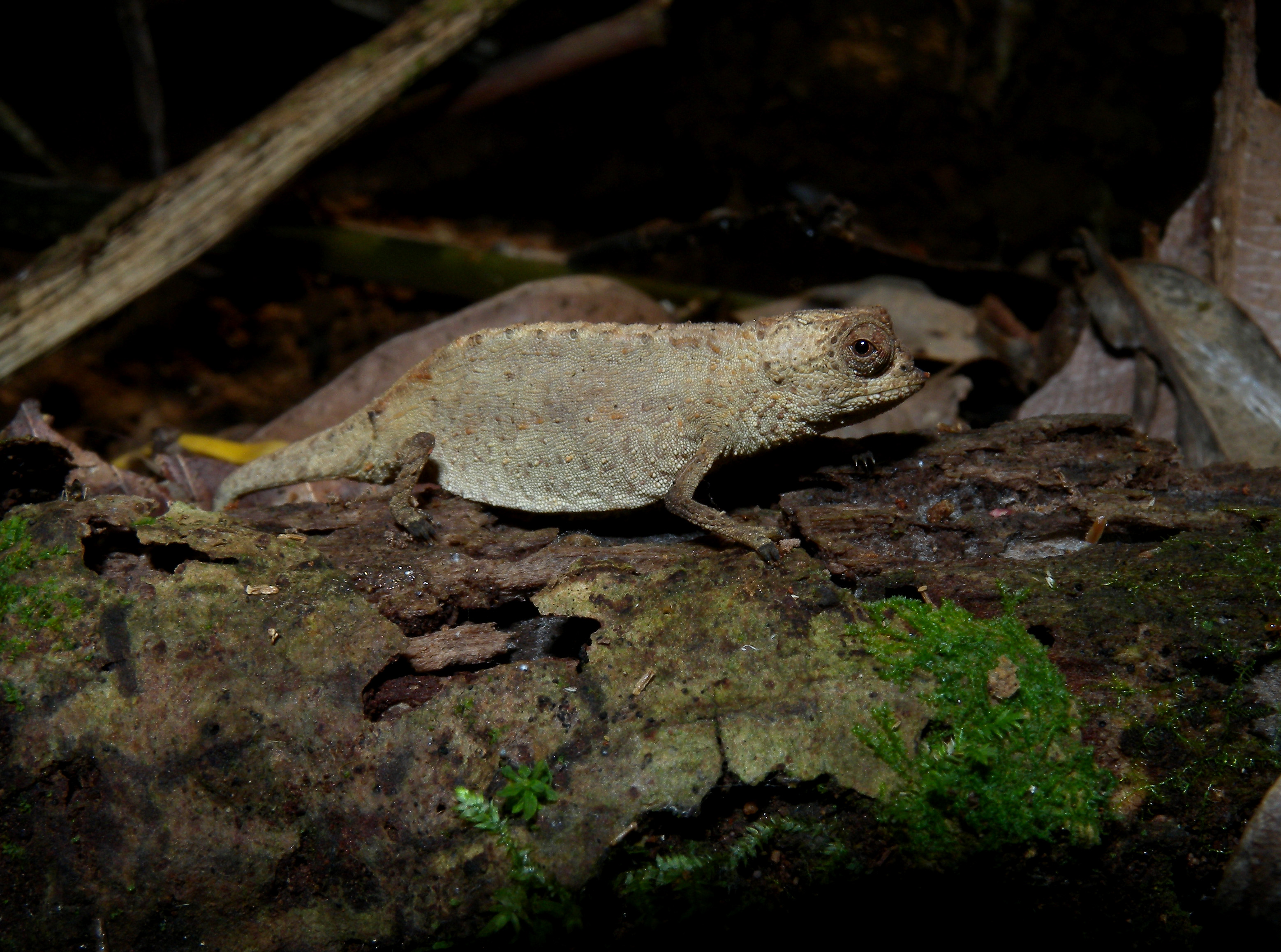
Une des 25 nouvelles espèces découvertes par Édouard-Raoul Brygoo : le caméléon Brookesia peyrierasi (décrit avec Charles Domergue en 1974).

Il s'intéresse aussi à partir des années 1950 à la parasitologie. Il travaille alors avec le professeur Alain Chabaud sur les cycles des parasites et notamment sur les nématodes. Par ailleurs, c'est un intrépide explorateur qui parcourt les espaces les moins accessibles de l'environnement en compagnie de Charles Blanc et/ou de Charles Domergue pour relever la biodiversité de ces biotopes méconnus, particulièrement à Madagascar où il découvre avec eux une vingtaine de nouvelles espèces endémiques de caméléons.
Édouard-Raoul Brygoo est décédé le 8 février 2016 à l'âge de 95 ans.

## Espèces décrites par Édouard-Raoul Brygoo

### Caméléons
- Brookesia vadoni (Brygoo & Domergue, 1968)[4]
- Brookesia thieli (Brygoo & Domergue, 1969)[5]
- Brookesia karchei (Brygoo, Blanc & Domergue, 1970)[6]
- Brookesia lambertoni (Brygoo & Domergue, 1970)[7]
- Brookesia therezieni - Brookesia antoetrae (Brygoo & Domergue, 1970)[7]
- Brookesia peyrierrasi (Brygoo & Domergue, 1974)[8]
- Brookesia betschi (Brygoo, Blanc & Domergue, 1974)[9]
- Brookesia griveaudi (Brygoo, Blanc & Domergue, 1974)[9]
- Calumma tsaratananense (Brygoo & Domergue, 1968)[4]
- Calumma marojezense (Brygoo, Blanc & Domergue, 1970)[10]
- Calumma andringitraense (Brygoo, Blanc & Domergue, 1972)[11]
- Calumma capuroni (Brygoo, Blanc & Domergue, 1972)[11]
- Calumma hilleniusi (Brygoo, Blanc & Domergue, 1973)[12]
- Calumma peyrierasi (Brygoo, Blanc & Domergue, 1974)[13]
- Calumma guillaumeti (Brygoo, Blanc & Domergue, 1974)[13]
- Furcifer petteri (Brygoo & Domergue, 1966)[14]
- Furcifer angeli (Brygoo & Domergue, 1968)[15]
- Furcifer belalandaensis (Brygoo & Domergue, 1970)[16]
- Furcifer tuzetae (Brygoo, Bourgat & Domergue, 1972)[17]
- Palleon nasus pauliani (Brygoo, Blanc & Domergue, 1972)[9]

### Lézards
- Amphiglossus alluaudi (Brygoo, 1981)[18]
- Amphiglossus tsaratananensis (Brygoo, 1981)[18]
- Melanoseps loveridgei (Brygoo & Roux-Estève, 1982)[19]

### Gerrhosaurida
- Zonosaurus haraldmeieri (Brygoo & Böhme, 1985)[20]

## Espèces dédiées à Édouard-Raoul Brygoo
- Caméléon terrestre Brookesia brygooi (Raxworthy & Nussbaum, 1995)[21]
- Tortue arachnoïde de Madagascar Pyxis arachnoides brygooi (Vuillemin & Domergue, 1972)[22]
- Zonosaure Zonosaurus brygooi (Lang & Böhme, 1990)[23]
- Serpent Lamprophiidé Brygophis (Domergue & Roger Bour, 1989)[24]
- Puce Ctenocephalides brygooi (Beaucournu, 1975)[25]
- Pou Columbicola brygooi (Tendeiro, 1967)[26]
- Protozoaire Plasmodium brygooi (Telford & Landau, 1987)[27]
- Coccidie Caryospora brygooi (Upton, Freed, Burdick & McAllister, 1990)[28].

## Publications

### Années 1950

#### 1951
- Édouard-Raoul Brygoo et J. Demarchi, « Un cas de nécrose hépatique mortelle du mouton à Saïgon. », Bulletin de la Société de Pathologie exotique, vol. 44(9-10),‎ 1951, p. 538-540
- P. De Lajudie, L. Porte et Édouard-Raoul Brygoo, « Sur un cas de Kala-Azar et de mélioïdose observé en Indochine. », Bulletin de la Société de Pathologie exotique, vol. 45(1),‎ 1951, p. 45-48

#### 1952
- Édouard-Raoul Brygoo et P. De Jaureguiberry, « Un cas de mélioïdose pulmonaire », Bulletin de la Société de Pathologie exotique, vol. 45(1),‎ 1952, p. 62-69
- Édouard-Raoul Brygoo et G. Aigle, « Exemples de la périodicité nocturne de Wuchereria bancrofti au Sud-Vietnam. », Bulletin de la Société de Pathologie exotique, vol. 45(5),‎ 1952, p. 614-617

#### 1953
- Édouard-Raoul Brygoo, « Action du chloramphénicol sur le bacille de Whitmore », Bulletin de la Société de Pathologie exotique, vol. 46(2),‎ 1953, p. 169-173
- Édouard-Raoul Brygoo, « Action de la néomycine sur le bacille de Whitmore », Bulletin de la Société de Pathologie exotique, vol. 46(2),‎ 1953, p. 216-221
- Édouard-Raoul Brygoo et E. Henry, « Action in vitro de divers antibiotiques sur le bacille de Whitmore », Bulletin de la Société de Pathologie exotique, vol. 46(3),‎ 1953, p. 279-283
- Édouard-Raoul Brygoo, « Contribution à l’étude des agglutinines naturelles pour le bacille de Whitmore. Les agglutinines spécifiques dans quelques cas de mélioïdose. », Bulletin de la Société de Pathologie exotique, vol. 46(3),‎ 1953, p. 347-353
- P. Nicolle, J. Fournier, P. Kirsche, P. De Lajudie, Édouard-Raoul Brygoo, G. Souveine et J. Voelckel, « Distribution des lysotypes du bacille typhique au Vietnam », Bulletin de la Société de Pathologie exotique, vol. 46(5),‎ 1953, p. 665-667

#### 1954
- Édouard-Raoul Brygoo et J-J. Quesnel, « Microfilaire sanguinicole chez Corvus albus à Madagascar », Bulletin de la Société de Pathologie exotique, vol. 47(6),‎ 1954, p. 833-835

#### 1955
- JL. Anraedt et Édouard-Raoul Brygoo, « Sur un cas de dracunculose scrotale », Bulletin de la Société de Pathologie exotique, vol. 48(1),‎ 1955, p. 57-58
- H. Galliard et Édouard-Raoul Brygoo, « Microfilaria bancrofti var. vauceli, variété nouvelle de la Côte Sud-Est de Madagascar », Bulletin de la Société de Pathologie exotique, vol. 48(4),‎ 1955, p. 473-475
- G. Souveine, André Dodin, A. Grjebine et Édouard-Raoul Brygoo, « Périodicité des microfilaires sanguines de la côte est de Madagascar », Bulletin de la Société de Pathologie exotique, vol. 48(5),‎ 1955, p. 669-672
- Édouard-Raoul Brygoo et J. Escolivet, « Enquête sur la filariose aux Comores à Mayotte et à Mohéli », Bulletin de la Société de Pathologie exotique, vol. 48(6),‎ 1955, p. 833-838

#### 1956
- Édouard-Raoul Brygoo, « Le diagnostic de la peste par inoculation à la souris de produits pathologiques additionnés de pénicilline », Bulletin de la Société de Pathologie exotique, vol. 49(3),‎ 1956, p. 409-414
- Édouard-Raoul Brygoo et B. Kolochine-Erber, « Enquête sur les leptospiroses à Madagascar », Bulletin de la Société de Pathologie exotique, vol. 49(4),‎ 1956, p. 686-698
- André Dodin et Édouard-Raoul Brygoo, « Pirhemocyton chamæleonis n. sp., parasite des hématies de Chamaeleo lateralis observé à Madagascar », Bulletin de la Société de Pathologie exotique, vol. 49(5),‎ 1956, p. 807–810

#### 1957
- André Dodin et Édouard-Raoul Brygoo, « Activité succinodeshydrogènasique de Pasteurella pestis. souche E.V. », Archives de l’Institut Pasteur de Madagascar,‎ 1957, p. 13-16 (lire en ligne)
- Édouard-Raoul Brygoo et S. Rajenison, « Présence de centetipsylla madagascariensis (Rothschild) 1900 sur Rattus rattus de Tananarive », Archives de l’Institut Pasteur de Madagascar,‎ 1957, p. 53-57 (lire en ligne)
- Édouard-Raoul Brygoo et Ratovondrahety, « Sur huit cas de chromoblastomycose diagnostiques à Antalaha », Archives de l’Institut Pasteur de Madagascar,‎ 1957, p. 71-74 (lire en ligne)
- Édouard-Raoul Brygoo, André Dodin et P. Sureau, « Repas sanguin de Culex fatigans sur Chamaeleo », Archives de l’Institut Pasteur de Madagascar, vol. 26,‎ 1957, p. 58–62 (lire en ligne)
- Édouard-Raoul Brygoo, André Dodin et P. Sureau, « Survie des Culex fatigans gorgés sur Chamaeleo », Archives de l’Institut Pasteur de Madagascar, vol. 26,‎ 1957, p. 63 68 (lire en ligne)
- André Dodin et Édouard-Raoul Brygoo, « La thiamine n’empêche pas Culex fatigans de se nourrir sur Chamaeleo », Archives de l’Institut Pasteur de Madagascar, vol. 26,‎ 1957, p. 69 (lire en ligne)
- André Dodin et Édouard-Raoul Brygoo, « Formation leucocytaire chez Chamaeleo lateralis, processus leucémique à inclusions », Archives de l’Institut Pasteur de Madagascar, vol. 26,‎ 1957, p. 79–81 (lire en ligne)
- Édouard-Raoul Brygoo et André Dodin, « Expériences de transfert de la filaire et de la microfilaire de Chamaeleo oustaleti », Archives de l’Institut Pasteur de Madagascar, vol. 26,‎ 1957, p. 119–123

#### 1958
- Édouard-Raoul Brygoo et M. Gonon, « Une épidémie de peste pulmonaire dans le nord-est de Madagascar. », Bulletin de la Société de Pathologie exotique, vol. 51(1),‎ 1958, p. 47-60
- P. Radaody-Ralarosy et Édouard-Raoul Brygoo, « Note sur le cancer à Madagascar; à propos d’une récente monographie de l’Institut National d’Hygiène. », Bulletin de la Société de Pathologie exotique, vol. 51(1),‎ 1958, p. 118-125

#### 1959
- Édouard-Raoul Brygoo et J-C. Randriamalala, « Différence de colorabilité au Ziehl entre les oeufs de Schistosoma mansoni et ceux de Schistosoma haematobium. », Bulletin de la Société de Pathologie exotique, vol. 52(1),‎ 1959, p. 26-27
- Édouard-Raoul Brygoo, C. Bermond et André Dodin, « Premier cas malgache de rhinosporidiose. », Bulletin de la Société de Pathologie exotique, vol. 52,‎ 1959, p. 137-140
- Édouard-Raoul Brygoo et A. Capron, « Rôle d’hôte intermédiaire de Biomphalaria Madagascariensis (Smith, 1882) dans le cycle de Schistosoma mansoni Sambon, 1907 à Madagascar. Démonstration dans le foyer d’Ambositra. », Bulletin de la Société de Pathologie exotique, vol. 52,‎ 1959, p. 281-283
- A. Capron et Édouard-Raoul Brygoo, « Contribution à la connaissance de la bilharziose intestinale à Schistosoma mansoni à Madagascar. Étude du foyer d’Ambositra. I. - Enquête malacologique et parasitologique. », Bulletin de la Société de Pathologie exotique, vol. 52,‎ 1959, p. 503-515
- A. Capron et Édouard-Raoul Brygoo, « Sur quelques méthodes de coloration sélective des coques d’oeufs d’helminthes parasite de l’homme. », Bulletin de la Société de Pathologie exotique, vol. 52,‎ 1959, p. 574-577
- Édouard-Raoul Brygoo, A. Capron et JC. Randriamalala, « Sur quelques méthodes de coloration sélective des coques d’oeufs d’helminthes parasites de l’homme. », Bulletin de la Société de Pathologie exotique, vol. 52,‎ 1959, p. 655-664
- Édouard-Raoul Brygoo et André Dodin, « Aspects particuliers de la recherche scientifique. Introduction à la pathologie du caméléon. », Bulletin de la Société de Pathologie exotique, vol. 52,‎ 1959, p. 700
- Alain Gabriel Chabaud, R.C. Anderson et Édouard-Raoul Brygoo, « Cinq filaires de reptiles malgaches », Mémoires de l’Institut scientifique de Madagascar, vol. sér. A, 13,‎ 1959, p. 103–126
- Simon Gretillat et Édouard-Raoul Brygoo, « Raillietiella chamaeleonis n. sp. première espèce de Cephalobaenidae (Pentastomida) signalée à Madagascar », Annales de Parasitologie humaine et comparée, vol. 34,‎ 1959, p. 112–120 (lire en ligne)

### Années 1960

#### 1960
- André Dodin et Édouard-Raoul Brygoo, « Compléments enzymatiques et morphologiques à l’étude de Pyrhemocyton chamæleonis », Bulletin de la Société de Pathologie exotique,, vol. 53,‎ 1960, p. 613–616
- André Dodin et Édouard-Raoul Brygoo, « Compléments morphologiques et enzymatiques à l’étude de l’inclusion leucocythémique de Chamæleo lateralis », Bulletin de la Société de Pathologie exotique, vol. 53,‎ 1960, p. 620–622

#### 1962
- Simon Gretillat, Édouard-Raoul Brygoo et Charles Antoine Domergue, « Pentastomes de Reptiles malgaches », Annales de Parasitologie humaine et comparée, vol. 37,‎ 1962, p. 295-313 (lire en ligne)
- P. Sureau, JP. Raynaud, C. Lapeire et Édouard-Raoul Brygoo, « Premier isolement de Toxoplasma gondii à Madagascar. Toxoplasmose spontanée et expérimentale de Lemur catta. », Bulletin de la Société de Pathologie Exotique, vol. 55,‎ 1962, p. 357-362
- Édouard-Raoul Brygoo, P. Sureau et P. Le Noc, « Virus et germes fécaux des mouches de l'agglomération urbaine de Tananarive. », Bulletin de la Société de Pathologie Exotique, vol. 55,‎ 1962, p. 866-881

#### 1963
- Édouard-Raoul Brygoo, « Contribution à la connaissance de la parasitologie des caméléons malgaches I », Annales de Parasitologie humaine et comparée, vol. 38,‎ 1963, p. 149–334 (lire en ligne)
- Édouard-Raoul Brygoo, « Contribution à la connaissance de la parasitologie des caméléons malgaches II », Annales de Parasitologie humaine et comparée, vol. 38,‎ 1963, p. 525–739 (lire en ligne)
- Édouard-Raoul Brygoo, « Contribution à la connaissance de la parasitologie des caméléons malgaches », Paris : Masson et Cie,‎ 1963 (lire en ligne)
- Édouard-Raoul Brygoo, « Hématozoaires de Reptiles malgaches. I. Trypanosoma therezieni n. sp. parasite des caméléons de Madagascar. Infestation naturelle et expérimentale. », Archives de l’Institut Pasteur de Madagascar, vol. 31,‎ 1963, p. 133–141
- Édouard-Raoul Brygoo, « Hématozoaires des Reptiles malgaches. II. Hepatozoon chabaudi n. sp. parasite des caméléons de Madagascar », Archives de l’Institut Pasteur de Madagascar, vol. 31,‎ 1963, p. 143–153

#### 1964
- Édouard-Raoul Brygoo, J. Levaditi, P. Destombes et JC. Guillon, « Adéno-cancer avec « cirrhose bronzée » observé à Madagascar chez un Lemur M. Macaco L. 1766. », Bulletin de la Société de Pathologie Exotique, vol. 57(2),‎ 1964, p. 228-233
- André Dodin et Édouard-Raoul Brygoo, « Effet des monoamines sur la formation des œufs de Schistosoma mansoni. Perspectives thérapeutiques. », Bulletin de la Société de Pathologie Exotique, vol. 57(3),‎ 1964, p. 489-494
- André Dodin et Édouard-Raoul Brygoo, « A propos de dix-neuf cas d'épithélioma calcifié de malherbe observés à Madagascar. », Bulletin de la Société de Pathologie Exotique, vol. 57(6),‎ 1964, p. 1269-1275

#### 1965
- Édouard-Raoul Brygoo et André Dodin, « A propos de la peste tellurique et de la peste de fouissement. Données malgaches. », Bulletin de la Société de Pathologie Exotique, vol. 58(1),‎ 1965, p. 14-17
- André Dodin, Édouard-Raoul Brygoo, CR. Lambert, Ratovondrahety et JP. Moreau, « Activité du Ciba 32-644 BA sur l'élimination des œufs de Schistosoma mansoni et Schistosoma haematobium. », Bulletin de la Société de Pathologie Exotique, vol. 58(3),‎ 1965, p. 462-471
- G. Audebaud, P. Destombes et Édouard-Raoul Brygoo, « Lésions pancréatiques observées au cours de la bilharziose à Schistosoma mansoni. », Bulletin de la Société de Pathologie Exotique, vol. 58(5),‎ 1965, p. 878-885
- Édouard-Raoul Brygoo et André Dodin, « Enquête sérologique préliminaire sur l'enzootie pesteuse chez les Rattus rattus de Madagascar. », Bulletin de la Société de Pathologie Exotique, vol. 58(6),‎ 1965, p. 988-993
- André Dodin, Édouard-Raoul Brygoo, J. Richaud et JP. Moreau, « Etude électrophorétique et immunologique du sérum des filariens à Wuchereria bancrofti avant et après traitement par la diéthylcarbamazine. », Bulletin de la Société de Pathologie Exotique, vol. 58(6),‎ 1965, p. 1072-1079
- Édouard-Raoul Brygoo, « Description de Trypanosoma brazili E. Brumpt, 1914 », Archives de l’Institut Pasteur de Madagascar, vol. 34,‎ 1965, p. 41–46
- Édouard-Raoul Brygoo, « Hématozoaires des Reptiles malgaches. III. Deux Trypanosomes nouveaux: Trypanosoma haranti n. sp. parasite d’Ophidien et Trypanosoma domerguei n. sp. parasite d’Iguane. », Archives de l’Institut Pasteur de Madagascar, vol. 34,‎ 1965, p. 47–54
- Édouard-Raoul Brygoo, « Hématozoaires des Reptiles malgaches. IV. Les microfilaires de Befilaria urschi Chabaud, Anderson et Brygoo, 1959 et de Madathamugadia hopluri Chabaud, Anderson et Brygoo, 1959 », Archives de l’Institut Pasteur de Madagascar, vol. 34,‎ 1965, p. 55–62
- R. Houin, Yves-Jean Golvan et Édouard-Raoul Brygoo, « Acanthocephalus bigueti n. sp. parasite d’un serpent de Madagascar. », Bulletin de la Société Zoologique de France, vol. 90,‎ 1965, p. 599–605

#### 1966
- Édouard-Raoul Brygoo, « Note sur les Reptiles terrestres récoltés à Europa en avril 1964. », Mémoires du Muséum national d’Histoire Naturelle, Paris, vol. A, 41,‎ 1966, p. 29–31 (lire en ligne)
- Édouard-Raoul Brygoo, « Parasites des animaux d’Europa », Mémoires du Muséum national d’Histoire Naturelle, Paris, vol. A, 41,‎ 1966, p. 143–157 (lire en ligne)
- Édouard-Raoul Brygoo et Charles Antoine Domergue, « Notes sur Chamaeleo willsi Gunther, 1890 et description d’une sous-espèce nouvelle: C. willsi petteri n. ssp. », Bulletin du Muséum national d’Histoire Naturelle, Paris, vol. sér. 2, 38 (4),‎ 1966, p. 353–361 (lire en ligne)
- André Dodin, Édouard-Raoul Brygoo, J. Richaud et JP. Schoeller, « Activité glucose-6-phosphate déshydrogénase des adultes de Schistosoma mansoni. », Bulletin de la Société de Pathologie Exotique, vol. 59(2),‎ 1966, p. 226-230
- Édouard-Raoul Brygoo et JP. Moreau, « Bulinus obtusispira (CA Smith, 1886) hôte intermédiaire de la bilharziose à S. haematobium dans le Nord-ouest de Madagascar. », Bulletin de la Société de Pathologie Exotique, vol. 59(5),‎ 1966, p. 835-839

#### 1967
- Édouard-Raoul Brygoo, « La température et la répartition des bilharzioses humaines à Madagascar. », Bulletin de la Société de Pathologie Exotique, vol. 60(5),‎ 1967, p. 433-441 (lire en ligne)
- F. Comby, Édouard-Raoul Brygoo et G. Arzel, « Un cas de pyélonéphrite xanthogranulomateuse à Madagascar. », Bulletin de la Société de Pathologie Exotique, vol. 60(5),‎ 1967, p. 467-471 (lire en ligne)

#### 1968
- Édouard-Raoul Brygoo, « Styloconops (Acanthoconops) spinosifrons Carter, cératopogonide hématophage des plages de Madagascar. Son contrôle par le D.D.T. », Bulletin de la Société de Pathologie Exotique, vol. 61(3),‎ 1968, p. 479-484 (lire en ligne)
- Édouard-Raoul Brygoo, « Intérêt du foyer malgache pour une meilleure compréhension de l'épidémiologie de la peste et de sa permanence. », Bulletin de la Société de Pathologie Exotique, vol. 61(5),‎ 1968, p. 695-699 (lire en ligne)
- Robert Bourgat et Édouard-Raoul Brygoo, « Apport de l’étude des hémipénis à la systématique du complexe Chamaeleo verrucosus Cuvier et Chamaeleo oustaleti Mocquard. », Annales de l’Université de Madagascar, sér. Sciences de la Nature et Mathématiques, vol. 6,‎ 1968, p. 517–524 (lire en ligne)
- Édouard-Raoul Brygoo et Charles Antoine Domergue, « Description d’un Caméléon nouveau de Madagascar, Chamaeleo tsaratananensis n. sp. (Chamaeléonidés). », Bulletin du Muséum national d’Histoire Naturelle, Paris, vol. sér. 2, 38 (4),‎ 1968, p. 829–832
- Édouard-Raoul Brygoo et Charles Antoine Domergue, « Les caméléons à rostre impair et rigide de l’ouest de Madagascar. », Mémoires du Muséum national d’Histoire Naturelle, Paris, sér. A, Zoologie, n. s., vol. 52 (2),‎ 1968, p. 71–110 (lire en ligne)
- Édouard-Raoul Brygoo et Charles Antoine Domergue, « Description d’un nouveau Brookesia de Madagascar: B. vadoni n. sp. (Chamaeléonidés) », Bulletin du Muséum national d’Histoire Naturelle, Paris, vol. sér. 2, 40 (4),‎ 1968, p. 677–682 (lire en ligne)

#### 1969
- A. Andriamiandra, J. Cros, André Dodin et Édouard-Raoul Brygoo, « La cysticerocose à Madagascar. Bull Soc Pathol Exot Filiales 62(5):894-900 », Bulletin de la Société de Pathologie Exotique, vol. 62(5),‎ 1969, p. 894-900 (lire en ligne)
- Édouard-Raoul Brygoo et Charles Antoine Domergue, « Un Brookesia des forets orientales de Madagascar, B. thieli n. sp. (Chamaeléonidés). », Bulletin du Muséum national d’Histoire Naturelle, Paris, vol. sér. 2, 40 (6),‎ 1969, p. 1103–1109 (lire en ligne)
- Édouard-Raoul Brygoo et Charles Antoine Domergue, « Chamaeleo balteatus Dum. et Bib. (in C. et A. Duméril, 1851) n’est pas synonyme de C. bifidus Brongniart, 1800. Description du mâle. Diagnostic des espèces du groupe parsonii. », Bulletin du Muséum national d’Histoire Naturelle, Paris, vol. sér. 2, 41 (1),‎ 1969, p. 104–116 (lire en ligne)
- Édouard-Raoul Brygoo et Charles Antoine Domergue, « Notes sur les Brookesia de Madagascar IV. Une série de petits Brookesia de Nosy Mangabé (Chamaeléonidés). », Bulletin du Muséum national d’Histoire Naturelle, Paris, vol. sér. 2, 41 (4),‎ 1969, p. 833-841 (lire en ligne)

### Années 1970

#### 1970
- P. Coulanges et Édouard-Raoul Brygoo, « Chromoblastomycose expérimentale de la souris (Technique de Shepard) », Bulletin de la Société de Pathologie Exotique, vol. 63(2),‎ 1970, p. 194-200 (lire en ligne)
- Édouard-Raoul Brygoo, A. Mayoux et P. Coulanges, « La chauve-souris frugivore Pteropus rufus Geoffroy, est-elle réservoir de virus de Salmonella typhi à Madagascar ? », Bulletin de la Société de Pathologie Exotique, vol. 63(5),‎ 1970, p. 540-543 (lire en ligne)
- Édouard-Raoul Brygoo, « Essai pour une clef de détermination des Caméléons de Madagascar. », Bulletin de l’Académie malgache, vol. 46 (1),‎ 1970, p. 13–36
- Édouard-Raoul Brygoo, Charles P. Blanc et Charles Antoine Domergue, « Notes sur les Brookesia de Madagascar. III. Brookesia karchei n. sp. du Massif du Marojezy », Annales de l’Université de Madagascar, Sciences, vol. 7,‎ 1970, p. 267–271 (lire en ligne)
- Édouard-Raoul Brygoo, Charles P. Blanc et Charles Antoine Domergue, « Notes sur les Chamaeleo de Madagascar. VI. C. gastrotaenia marojezensis n. subsp. d’un massif montagneux du nord-est », Annales de l’Université de Madagascar, Sciences, vol. 7,‎ 1970, p. 273–278
- Édouard-Raoul Brygoo et Charles Antoine Domergue, « Notes sur les Brookesia de Madagascar. Description de deux espèces nouvelles: B. lambertoni n. sp. et B. therezieni n. sp. (Chamaelonidae). », Bulletin du Muséum national d’Histoire Naturelle, Paris, vol. sér. 2, 41 (5),‎ 1970, p. 1091–1096
- Édouard-Raoul Brygoo et Charles Antoine Domergue, « Notes sur les Chamaeleo de Madagascar. C. belalandaensis n. sp., Caméléon du sud-ouest », Bulletin du Muséum national d’Histoire Naturelle, Paris, vol. sér. 2, 42 (2),‎ 1970, p. 305–310 (lire en ligne)
- Édouard-Raoul Brygoo et Charles Antoine Domergue, « Notes sur les Chamaeleo de Madagascar. C. brevicornis Gunther, 1879, tsarafidyi nov. subsp. Les hémipénis des Caméléons du groupe brevicornis », Bulletin du Muséum national d’Histoire Naturelle, Paris, vol. sér. 2, 42 (2),‎ 1970, p. 311-320 (lire en ligne)
- Charles Antoine Domergue, J. Richaud et Édouard-Raoul Brygoo, « Application des techniques sérologiques à l’étude de la systématique des serpents de Madagascar, Immunoélectrophorèse », Comptes rendus des séances de la Société de Biologie, vol. 12,‎ 1970, p. 2690–2693

#### 1971
- Édouard-Raoul Brygoo, « Reptiles Sauriens Chamaeleonidae – Genre Chamaeleo », Faune de Madagascar, vol. 33,‎ 1971, p. 1–318 (lire en ligne)
- Édouard-Raoul Brygoo et Charles Antoine Domergue, « Notes sur les Brookesia (Caméléonidés) de Madagascar. Description d’une espèce nouvelle, B. antoetrae n. sp., et des hémipénis de B. stumpffi et B. ebenaui. Remarques sur la répartition de B. stumpffi », Bulletin du Muséum national d’Histoire Naturelle, Paris, vol. sér. 2, 42 (5),‎ 1971, p. 830–838 (lire en ligne)

#### 1972
- Édouard-Raoul Brygoo, « Acquisitions récentes sur les caméléons de Madagascar », Archives de l’Institut Pasteur de Madagascar, vol. 41 (1),‎ 1972, p. 143–155
- Édouard-Raoul Brygoo, Charles P. Blanc et Charles Antoine Domergue, « Notes sur les Brookesia (Caméléonides) de Madagascar. VII. Brookesia de l’Andringitra: observations sur B. nasus Boulenger, 1887; description de B. n. pauliani n. subsp. », Bulletin du Muséum national d’Histoire Naturelle, Paris, vol. sér. 3, 42 (56),‎ 1972, p. 591–600 (lire en ligne)
- Édouard-Raoul Brygoo, Charles P. Blanc et Charles Antoine Domergue, « Notes sur les Chamaeleo de Madagascar. X. Deux nouveaux Caméléons des hauts sommets de Madagascar: C. capuroni n. sp. et C. gastrotaenia andringitraensis n. subsp », Bulletin du Muséum national d’Histoire Naturelle, Paris, vol. sér. 3, 42 (56),‎ 1972, p. 601–613 (lire en ligne)
- Édouard-Raoul Brygoo, R. Bourgat et Charles Antoine Domergue, « Notes sur les Chamaeleo de Madagascar. C. tuzetae n. sp., nouvelle espèce du sud-ouest (Reptilia, Squamata, Chamaeleontidae). », Bulletin du Muséum national d’Histoire Naturelle, Paris, vol. sér. 3, 27 (21),‎ 1972, p. 133–140 (lire en ligne)

#### 1973
- Édouard-Raoul Brygoo, Charles P. Blanc et Charles Antoine Domergue, « Notes sur les Chamaeleo de Madagascar. XI. Un nouveau Caméléon de l’Ankaratra: C. brevicornis hilleniusi n. subsp. », Bulletin de la Societé zoologique de France, vol. 98 (1),‎ 1973, p. 113–120
- Édouard-Raoul Brygoo et S. Rajenison, « Amélioration technique du diagnostic expérimental de la peste. L’utilisation de souris sensibilisées par la cyclophosphamide. », Bulletin de la Société de Pathologie Exotique, vol. 66(2),‎ 1973, p. 255-257
- Édouard-Raoul Brygoo, « Les noms malgaches des caméléons », Bulletin de l’Académie Malgache, vol. 51 (1),‎ 1974, p. 143–145
- Édouard-Raoul Brygoo, Charles P. Blanc et Charles Antoine Domergue, « Notes sur les Chamaeleo de Madagascar XII. Caméléons du Marojezy. C. peyrierasi n. sp. et C. gastrotaenia guillaumeti n. subsp », Bulletin de l’Académie Malgache, vol. 51 (1),‎ 1973, p. 151–166

#### 1974
- Édouard-Raoul Brygoo, Charles P. Blanc et Charles Antoine Domergue, « Notes sur les Brookesia de Madagascar. VII [=VIII]. Brookesia du Marojezy. B. betschi et B. griveaudi n. sp. (Reptilia, Squamata, Chamaeleonidae) », Bulletin de l’Académie Malgache, vol. 51 (1),‎ 1974, p. 167–184 (lire en ligne)
- (de) Édouard-Raoul Brygoo, R. Bourgat et A. Fournel, « Wo leben die madagassischen Chamäleons? », Aquarien-Magazin, vol. 8 (10),‎ 1974, p. 445–447
- Édouard-Raoul Brygoo et Charles Antoine Domergue, « Notes sur les Brookesia de Madagascar. IX. Observations sur B. tuberculata Mocquard, 1894, B. ramanantsoai sp. nov. et B. peyrierasi nom. nov. (Reptilia, Squamata, Chamaeleontidae). », Bulletin du Muséum national d’Histoire Naturelle, Paris, vol. sér. 3, 267, Zoologie, 189,‎ 1974, p. 1769–1782 (lire en ligne)
- Édouard-Raoul Brygoo et S. Rajenison, « Yersinia Perstis : vaccin EV et cyclophosohamide chez la souris. », Archives de l’Institut Pasteur de Madagascar, vol. 43 (1),‎ 1974, p. 21–29 (lire en ligne)
- Édouard-Raoul Brygoo, « Actinobactérioses, actinomycoses et mycétomes fungiques de l’homme à Madagascar. », Archives de l’Institut Pasteur de Madagascar, vol. 43 (1),‎ 1974, p. 87-107 (lire en ligne)
- P. Coulanges, P-J. Rakotonirina-Randriambeloma et Édouard-Raoul Brygoo, « La rage à Madagascar : 20ans d’utilisation d’un vaccin antirabique phéniqué type fermi avec virulence résiduelle », Archives de l’Institut Pasteur de Madagascar, vol. 43 (1),‎ 1974, p. 149-179 (lire en ligne)

#### 1975
- P. Coulanges, Édouard-Raoul Brygoo et JC. Rakotomalala, « Kystes mycosiques sous-cutanés a Madagascar (aspects histologiques. intérêt diagnostique de la coloration de Gomori-Grocott. rapports avec la phaeo-sporotrichose) », Bulletin de la Société de Pathologie Exotique, vol. 68(3),‎ 1975, p. 274-283

#### 1977
- Édouard-Raoul Brygoo, « Bibliographie de la zoologie parasitaire des vertébrés de Madagascar. », Archives de l’Institut Pasteur de Madagascar, vol. 44, 1,‎ 1977, p. 245–288

#### 1978
- Édouard-Raoul Brygoo, « Reptiles Sauriens Chamaeleonidae – Genre Brookesia et complément pour le genre Chamaeleo », Faune de Madagascar, vol. 47,‎ 1978, p. 1–173 (lire en ligne)
- Édouard-Raoul Brygoo, « Le caméléon de Madagascar de Péron et Lesueur », Bulletin trimestriel de la Société géologique de Normandie et des Amis du Muséum du Havre, vol. 66 (3),‎ 1978, p. 7–8

#### 1979
- Édouard-Raoul Brygoo, « Systématique des lézards scincidés de la région malgache. I. Scelotes trivittatus (Boulenger, 1896) nov. comb. synonyme de Scelotes trilineatus Angel, 1949. », Bulletin du Muséum national d’Histoire Naturelle, Paris, vol. sér. 4, 1, A,‎ 1979, p. 1115–1120 (lire en ligne)
- Janine Brygoo et Édouard-Raoul Brygoo, Cônes et porcelaines de Madagascar, 1979

### Années 1980

#### 1980
- Édouard-Raoul Brygoo, « Systématique des lézards scincidés de la région malgache. II. Amphiglossus astrolabi Duméril et Bibron, 1839; Gongylus polleni Grandidier, 1869; Gongylus stumpffi Boettger, 1882, et Scelotes waterloti Angel, 1930. », Bulletin du Muséum national d’Histoire Naturelle, Paris, vol. sér. 4, 2, A,‎ 1980, p. 525–539 (lire en ligne)
- Édouard-Raoul Brygoo, « Systématique des lézards scincidés de la région malgache. III. Les ‘Acontias’ de Madagascar », Bulletin du Muséum national d’Histoire Naturelle, Paris, vol. sér. 4, 2, A,‎ 1980, p. 905–915 (lire en ligne)
- Édouard-Raoul Brygoo, « Systématique des lézards scincidés de la région malgache. IV. Amphiglossus reticulatus (Kaudern, 1922) nov. comb., troisième espèce du genre; ses rapports avec Amphiglossus waterloti (Angel, 1920). », Bulletin du Muséum national d’Histoire Naturelle, Paris, vol. sér. 4, 2, A,‎ 1980, p. 916–918 (lire en ligne)
- Édouard-Raoul Brygoo, « Systématique des lézards scincidés de la région malgache. V. Scelotes praeornatus Angel, 1938, synonyme de Scelotes s.l. frontoparietalis (Boulenger, 1889). », Bulletin du Muséum national d’Histoire Naturelle, Paris, vol. sér. 4, 2, A,‎ 1980, p. 1155–1160 (lire en ligne)

#### 1981
- Édouard-Raoul Brygoo, « Systématique des lézards scincidés de la région malgache. VI. Deux Scincinae nouveaux. », Bulletin du Muséum national d’Histoire Naturelle, Paris, vol. sér. 4, 3, A,‎ 1981, p. 261–268 (lire en ligne)
- Édouard-Raoul Brygoo, « Systématique des lézards scincidés de la région malgache. VII. Révision des genres Voeltzkowia Boettger, 1893, Grandidierina Mocquard, 1894, et Cryptoscincus Mocquard, 1894. », Bulletin du Muséum national d’Histoire Naturelle, Paris, vol. sér. 4, 3, A,‎ 1981, p. 675–688 (lire en ligne)
- Édouard-Raoul Brygoo, « Systématique des lézards scincidés de la région malgache. VIII. Les Mabuya des îles de l’océan Indien occidental: Comores, Europa, Séchelles », Bulletin du Muséum national d’Histoire Naturelle, Paris, vol. sér. 4, 3, A,‎ 1981, p. 911–930 (lire en ligne)
- Édouard-Raoul Brygoo et Rolande Roux-Estève, « Un genre de Lézards Scincinés d’Afrique: Melanoseps. », Bulletin du Muséum national d’Histoire Naturelle, Paris, vol. sér. 4, 3, A,‎ 1981, p. 1168–1191 (lire en ligne)
- Édouard-Raoul Brygoo, « Systématique des lézards scincidés de la région malgache. IX. Nouvelles unités taxinomiques pour les Scelotes s. l », Bulletin du Muséum national d’Histoire Naturelle, Paris, vol. sér. 4, 3, A,‎ 1981, p. 1193–1204 (lire en ligne)

#### 1982
- Édouard-Raoul Brygoo, « Animaux venimeux de Madagascar. », Memorias do Instituto Butantan, São Paulo, vol. 46,‎ 1982, p. 15–17
- Édouard-Raoul Brygoo, « Les ophidiens de Madagascar », Memorias do Instituto Butantan, São Paulo, vol. 46,‎ 1982, p. 19–58
- Édouard-Raoul Brygoo, « La découverte de la sérothérapie antivenimeuse en 1894. Phisalix et Bertrand ou Calmette ? », Memorias do Instituto Butantan, São Paulo, vol. 46,‎ 1982, p. 59–77

#### 1983
- Édouard-Raoul Brygoo, « Introduction à la table ronde Reptiles, Amphibiens et pathologie infectieuse humaine. In C. Vago et G. Matz (éds.) », Comptes rendus du 1er Colloque international sur la Pathologie des Reptiles et Amphibiens, 29 septembre – 2 octobre 1982, Angers,‎ 1983, p. 85-86
- Édouard-Raoul Brygoo, « Jean Muller (1893- 1983), naturaliste du Vaucluse », Alytes, vol. 2 (4),‎ 1983, p. 172–176
- Édouard-Raoul Brygoo et Rolande Roux-Estève, « Feylinia, genre de Lézards africains de la famille des Scincidae, sous- famille des Feyliniinae. », Bulletin du Muséum national d’Histoire Naturelle, Paris, vol. sér. 4, 5, A,‎ 1981, p. 307–341
- Édouard-Raoul Brygoo, « Systématique des lézards scincidés de la région malgache. X. Rapports de Gongylus johannae Günther, 1880, des Comores, et de Sepsina valhallae Boulenger, 1909, des Glorieuses, avec les espèces malgaches », Bulletin du Muséum national d’Histoire Naturelle, Paris, vol. sér. 4, 5, A,‎ 1983, p. 651–660 (lire en ligne)
- Édouard-Raoul Brygoo, « Systématique des lézards scincidés de la région malgache. XI. Les Mabuya de Madagascar. », Bulletin du Muséum national d’Histoire Naturelle, Paris, vol. sér. 4, 5, A,‎ 1983, p. 1079–1108 (lire en ligne)

#### 1984
- Édouard-Raoul Brygoo, « Systématique des lézards scincidés de la région malgache. XII. Le groupe d’espèces Gongylus melanurus Günther, 1877, G. gastrostictus O’Shaughnessy, 1879, et G. macrocercus Günther, 1882 », Bulletin du Muséum national d’Histoire Naturelle, Paris, vol. sér. 4, 6, A,‎ 1984, p. 131–148 (lire en ligne)
- Édouard-Raoul Brygoo, « Systématique des lézards scincidés de la région malgache. XIII. Les Amphiglossus du sous-genre Madascincus », Bulletin du Muséum national d’Histoire Naturelle, Paris, vol. sér. 4, 6, A,‎ 1984, p. 527–536 (lire en ligne)
- Édouard-Raoul Brygoo, « Systématique des lézards scincidés de la région malgache. XIV. Le genre Pygomeles A. Grandidier, 1867 », Bulletin du Muséum national d’Histoire Naturelle, Paris, vol. sér. 4, 6, A,‎ 1984, p. 769–777 (lire en ligne)
- Édouard-Raoul Brygoo, « Systématique des lézards scincidés de la région malgache. XV. Gongylus igneocaudatus A. Grandidier, 1867, et Scelotes intermedius Boettger, 1913. Les Amphiglossus du groupe igneocaudatus », Bulletin du Muséum national d’Histoire Naturelle, Paris, vol. sér. 4, 6, A,‎ 1984, p. 779–789 (lire en ligne)
- Édouard-Raoul Brygoo, « Systématique des lézards scincidés de la région malgache. XVI. Les Amphiglossus du groupe ornaticeps », Bulletin du Muséum national d’Histoire Naturelle, Paris, vol. sér. 4, 6, A,‎ 1984, p. 1153–1160 (lire en ligne)

#### 1985
- Édouard-Raoul Brygoo, « Systématique des lézards scincidés de la région malgache. XVII. Gongylus splendidus A. Grandidier, 1872, Scelotes macrolepis Boulenger, 1888, et Scelotes decaryi Angel, 1930. », Bulletin du Muséum national d’Histoire Naturelle, Paris, vol. sér. 4, 7, A,‎ 1985, p. 235–247 (lire en ligne)
- Édouard-Raoul Brygoo, « Les Gerrhosaurinae de Madagascar, Sauria (Cordylidae) », Mémoires du Muséum national d’Histoire Naturelle, Paris, n. s., A, Zoologie, vol. 134,‎ 1985, p. 1–65 (lire en ligne)
- Édouard-Raoul Brygoo, « Les types de Cordylidés et de Dibamidés (Reptiles, Sauriens) du Muséum national d’Histoire naturelle, Catalogue critique », Bulletin du Muséum national d’Histoire Naturelle, Paris, vol. sér. 4, 7, A,‎ 1985, p. 249–265 (lire en ligne)
- Édouard-Raoul Brygoo, « Les types de Scincidés (Reptiles, Sauriens) du Muséum national d’Histoire naturelle Catalogue critique », Bulletin du Muséum national d’Histoire Naturelle, Paris, vol. sér. 4, 7, A supplément,‎ 1985, p. 1-126 (lire en ligne)
- Édouard-Raoul Brygoo et Wolfgang Böhme, « Un Zonosaurus nouveau de la région d’Antseranana (=Diégo Suarez, Madagascar) », Revue française d’Aquariologie Herpétologie, vol. 12 (1),‎ 1985, p. 31-32

#### 1986
- Édouard-Raoul Brygoo, « Systématique des lézards scincidés de la région malgache. XVIII. Les Cryptoblepharus. », Bulletin du Muséum national d’Histoire Naturelle, Paris, vol. sér. 4, 8,‎ 1986, p. 643-690

#### 1987
- Édouard-Raoul Brygoo, « Systématique des lézards scincidés de la région malgache. XIX. Données nouvelles sur le genre Androngo », Bulletin du Muséum national d’Histoire Naturelle, Paris, vol. sér. 4, 9, A,‎ 1987, p. 255-263 (lire en ligne)
- Édouard-Raoul Brygoo, « Les Ophisaurus (Sauria, Anguidae) d’Asie orientale », Bulletin du Muséum national d’Histoire Naturelle, Paris, vol. sér. 4, 9, A,‎ 1987, p. 727-750 (lire en ligne)

#### 1988
- (en) Alain Dubois, Roger Bour, Édouard-Raoul Brygoo, J. Lescure, Philippe Bouchet et S. Tillier, « Comments on the proposed suppression for nomenclature of three works by R. W. Wells and C. R. Wellington. », Bulletin of Zoological Nomenclature, vol. 45 (2),‎ 1988, p. 145 153
- Édouard-Raoul Brygoo, « Défense et illustration de la taxinomie », Archives de l’Institut Pasteur de Madagascar, vol. 54 (1),‎ 1988, p. 11–40 (lire en ligne)
- Édouard-Raoul Brygoo, « Les types de lacertidés (Reptiles, Sauriens) du Muséum national d'histoire naturelle. », Bulletin du Muséum national d'histoire naturelle, Section A, Zoologie, biologie et écologie animales, vol. 4e sér., t. 10, no. 1,‎ 1988
- Édouard-Raoul Brygoo, « L’endémisme des Reptiles de Madagascar », Bulletin de la Société zoologique de France, vol. 112,‎ 1988, p. 1-2: 5–38

### Années 1990
- Édouard-Raoul Brygoo, « Toponymie herpétologique malgache. Stations, récoltes, terra typica des reptiles de Madagascar. Manuscrit dactylographié. », Muséum national d’Histoire Naturelle., Paris,‎ 1990
- Édouard-Raoul Brygoo, « Les débuts de la sérothérapie antivenimeuse. Lettres d’Albert Calmette à Paul L. Simond (1897–1900). In Michel Marange (éd.), L’Institut Pasteur. Contributions à son histoire. », Editions de la Découverte, Paris,‎ 1991, p. 312-319
- Édouard-Raoul Brygoo, « Jean René Constant Quoy (1790–1869) et le Muséum d’Histoire naturelle de Paris. In Ecole pratique des hautes études (IVe section, Sciences historiques et philologiques) et la Marine nationale (Etat major, Service historique, section histoire de la médecine navale et d’outremer) », Histoire de la médecine navale et d’outre-mer. Séminaires faits au Musée de la Marine, vol. cahier 14, 1re partie,‎ 1992, p. 1-36
- Édouard-Raoul Brygoo, « Constant Duméril était aussi entomologiste », Dumerilia, vol. 2,‎ 1995, p. 93-98
- Édouard-Raoul Brygoo, « André Dodin in Madagascar, 1953-1968. », Bulletin de la Société de Pathologie Exotique, vol. 91(5 Pt 1-2),‎ 1998, p. 363-364 (lire en ligne)

### Années 2000 - 2010
- Philippe Jaussaud et Édouard-Raoul Brygoo, « Du Jardin au Muséum en 516 biographies », Publications scientifiques du Muséum national d’Histoire naturelle,‎ 2004, p. 1–630 (lire en ligne)
- Roger Bour et Édouard-Raoul Brygoo, « Séraphin Braconnier (1812-1884), le premier « garçon de laboratoire » de la chaire des Reptiles et Poissons du Muséum de Paris », Bulletin de la Société herpétologique de France, vol. 148,‎ 2013, p. 503-513 (lire en ligne)